# Czyże
Czyże (in bielorusso Чыжы, trasl. Czyżyè) è un comune rurale polacco del distretto di Hajnówka, nel voivodato della Podlachia.
Ricopre una superficie di 134,2 km² e nel 2004 contava 2 599 abitanti.
Il bielorusso è riconosciuto e tutelato nel comune come lingua della minoranza.